# Maquettisme avec des allumettes
 (novembre 2024).
Si vous disposez d'ouvrages ou d'articles de référence ou si vous connaissez des sites web de qualité traitant du thème abordé ici, merci de compléter l'article en donnant les références utiles à sa vérifiabilité et en les liant à la section « Notes et références ».

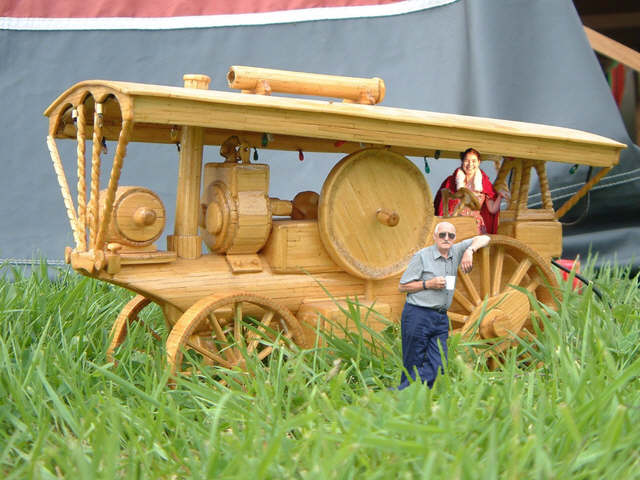
Une maquette en allumettes d'une locomotive à vapeur.

En modélisme, le maquettisme avec des allumettes consiste à réaliser des maquettes à échelle réduite à l'aide d'allumettes, généralement en bois. 
Les allumettes utilisées diffèrent des allumettes classiques en ce qu'elles n'ont pas d'extrémité inflammable. Elles peuvent être achetées en boutique spécialisée ou, à défaut, être obtenues en coupant l'extrémité inflammable d'une allumette classique. Les allumettes sont ensuite assemblées avec de la colle.